# Top End

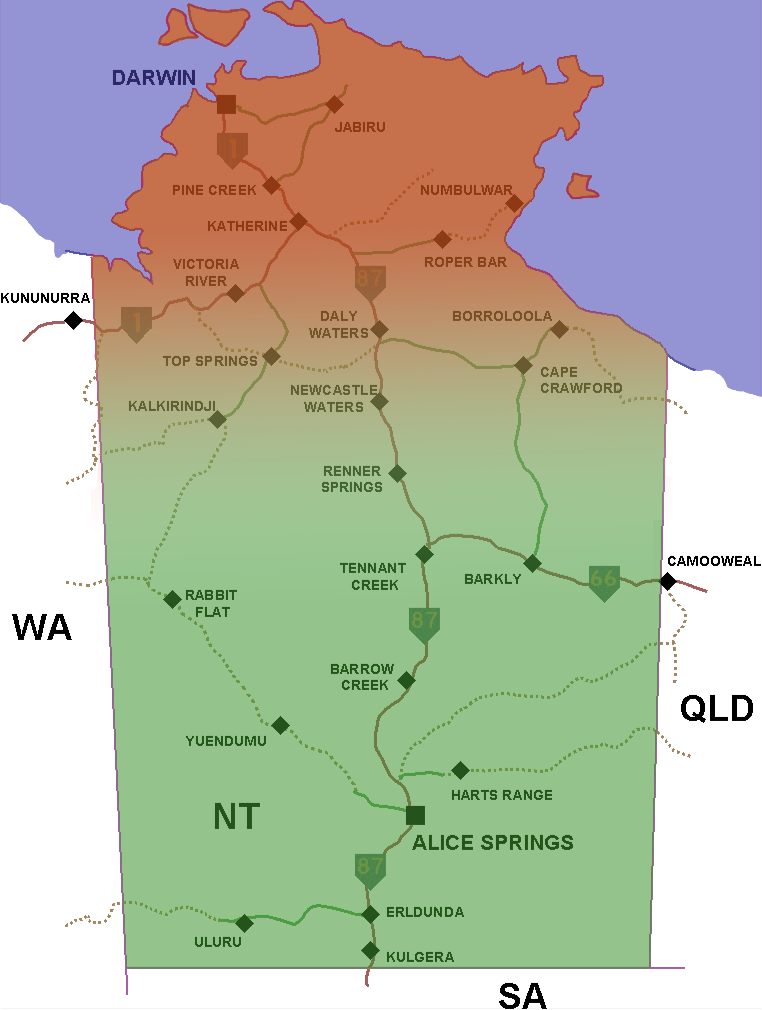
Carte montrant -en rouge- la situation approximative du Top End au nord du Territoire du Nord.

Le Top End est la deuxième région la plus septentrionale du continent australien, après la péninsule du cap York. Sans limite terrestre bien définie, elle couvre une superficie d'environ 400 000 km2, délimitée par la mer sur trois côtés (l'océan Indien à l'ouest, la mer d'Arafura au nord et golfe de Carpentarie à l'est), et au sud par une zone terrestre semi aride.
Le Top End est bien moins fréquenté et moins bien connu à l'étranger que la partie sud aride du Territoire du Nord, le « Centre rouge » pour les Australiens. Il abrite les villes de Darwin, Katherine et Palmerston. 
La transition entre le paysage verdoyant et tropical humide du nord avec la mulga semi-aride, le mallee et les dunes de sable du centre est progressive et la ligne qui sépare le Top End du centre est arbitraire.